# هینتون بلووت
هینتون بلووت (به انگلیسی: Hinton Blewett) یک روستا و محله مدنی در بریتانیا است که در باث و سامرست شمال‌شرقی واقع شده‌است. هینتون بلووت ۳۰۸ نفر جمعیت دارد.